# استان لیتورال (بولیوی)
استان لیتورال (به اسپانیایی: Provincia de Litoral de Atacama) یکی از استان‌های بولیوی در بولیوی است که در شهرستان اورورو واقع شده‌است. استان لیتورال ۲٬۳۷۹ کیلومتر مربع مساحت و ۴٬۵۵۵ نفر جمعیت دارد.